# Pseudischnocampa
Pseudischnocampa is een geslacht van vlinders van de familie spinneruilen (Erebidae), uit de onderfamilie Arctiinae.

## Soorten
- P. diluta de Toulgoët, 1986
- P. ecuadorensis Rothschild, 1933
- P. nigridorsata Schaus, 1901
- P. nigrivena Schaus, 1901